# Bye Bye Beautiful
Singles de Nightwish
Erämaan Viimeinen
(2007) The Islander
(2008)
Bye Bye Beautiful est le quatrième single de l'album Dark Passion Play du groupe de metal symphonique finlandais Nightwish, sorti le 15 février 2008, composé par Tuomas Holopainen. Les paroles de la chanson sont directement adressées à l'ancienne chanteuse du groupe, Tarja Turunen.
Un clip est sorti également en 2008, dans lequel on peut apercevoir Anette Olzon, la chanteuse, accompagnée par quatre femmes inconnues jouant à la place des autres membres du groupe. Ces derniers n'apparaissent que lorsque Marco Hietala (bassiste et chanteur) enchaîne sur le refrain.